# Звонимир Янко
Звонимир Янко (29 липня 1932, Б'єловар, Хорватія — 12 квітня 2022) — хорватський математик, на честь якого названо групи Янко.

## Життєпис
Звонимир народився в Б'єловарі, Хорватія. Він навчався в Загребському університеті, де 1960 року здобув докторський ступінь. Пізніше викладав фізику у вищій школі в Боснії і Герцеговині. Потім він працював професором в університеті Загреба, Гайдельберзькому університеті, університеті Монаша і в Австралійському національному університеті.